# Haralambie Vochițoiu
Haralambie Vochițoiu (n. 2 martie 1970

) este un fost politician român care a ocupat funcția de senator în legislatura 2012-2016. În ianuarie 2014, Haralambie Vochițoiu a demisionat din PP-DD și s-a înscris în UNPR.